# Enno III av Ostfriesland
Enno III ur huset Cirksena, född 30 september 1563 i Aurich, död 19 augusti 1625 i Leerort, var från 1599 till sin död greve av Ostfriesland. Han sägs ha varit den sista greve av Ostfriesland som kunde frisiska.

## Biografi
Enno III var son till Edzard II och Katarina av Sverige.
Han gifte sig först med Walburga av Rietberg som han fick två döttrar med: Sabina Katharina och Agnes. Efter att Walburga hade dött (enligt ett rykte förgiftad), gifte han tolv år senare om sig med Anna av Holstein-Gottorp och de fick fem barn, däribland Anna Maria och de senare grevarna av Ostfriesland Rudolf Kristian och Ulrik.
Ennos förhållande med ständerna och staden Emden började bra, men då han höjde skatterna, kallade Emden på Nederländerna för att försvara sina rättigheter. Enno belägrade staden 1602, men på våren 1603 fick han gå med på en holländsk garnison i staden. Nederländerna fick 1611 även en garnison i fästningen Leerort. Ostfriesland hade blivit en lydstat till Nederländerna. Enno ville ansluta sig till republiken, men de ostfrisiska ständerna var emot.
Under trettioåriga kriget använde Nederländerna grevskapet som vinterkvarter. År 1622 kom Ernst von Mansfeld med sina trupper, utan att Enno kunde göra så mycket åt det.